# شركة كلينتون وروسيل

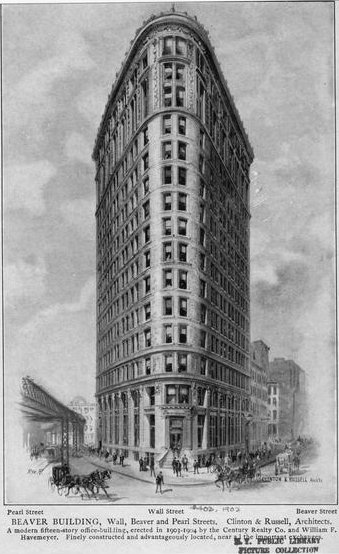
مبنى بيفر ، 1 Wall Street Court (تم بناؤه عام 1904)

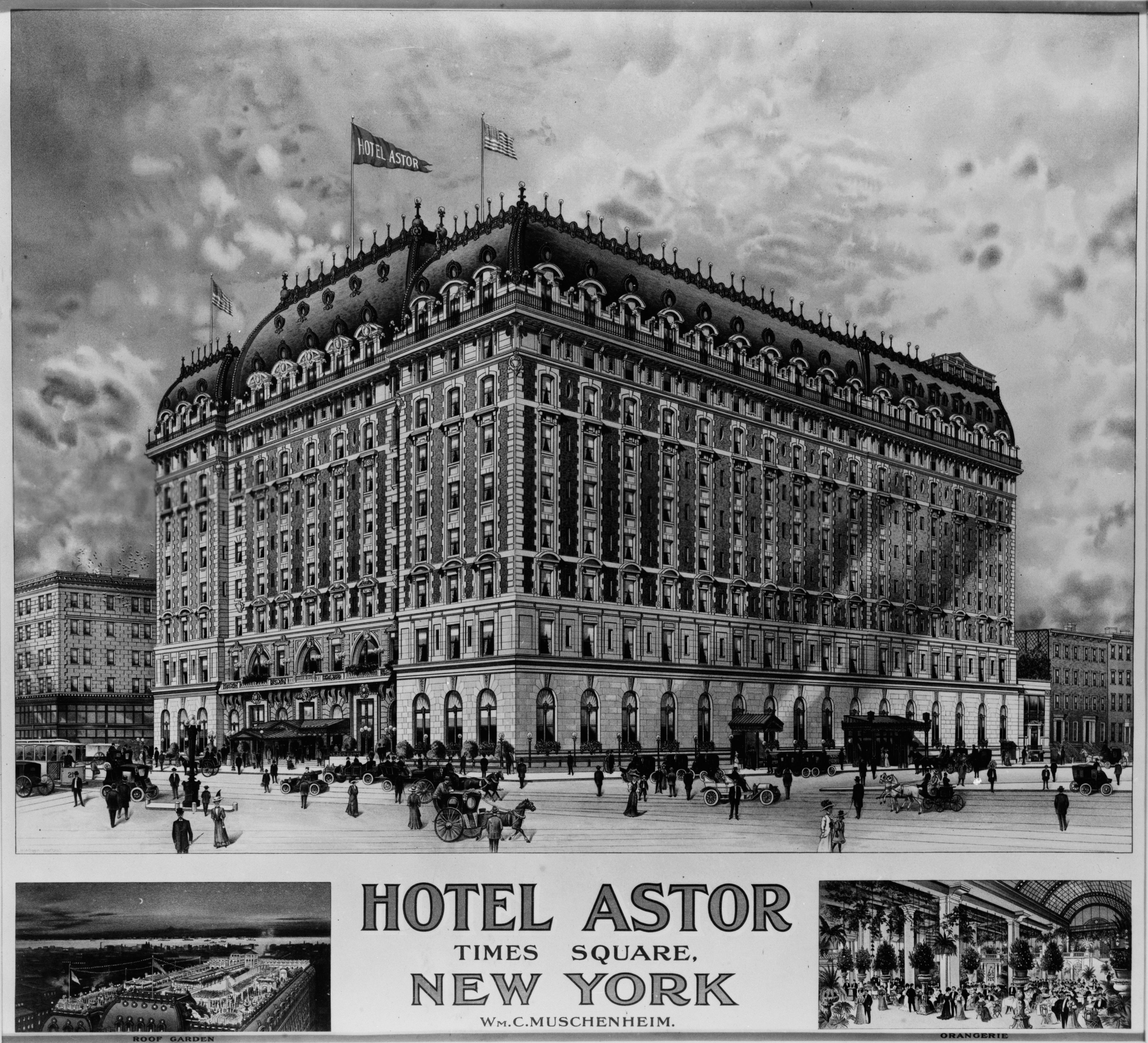
فندق أستور ، مدينة نيويورك (مدمر)

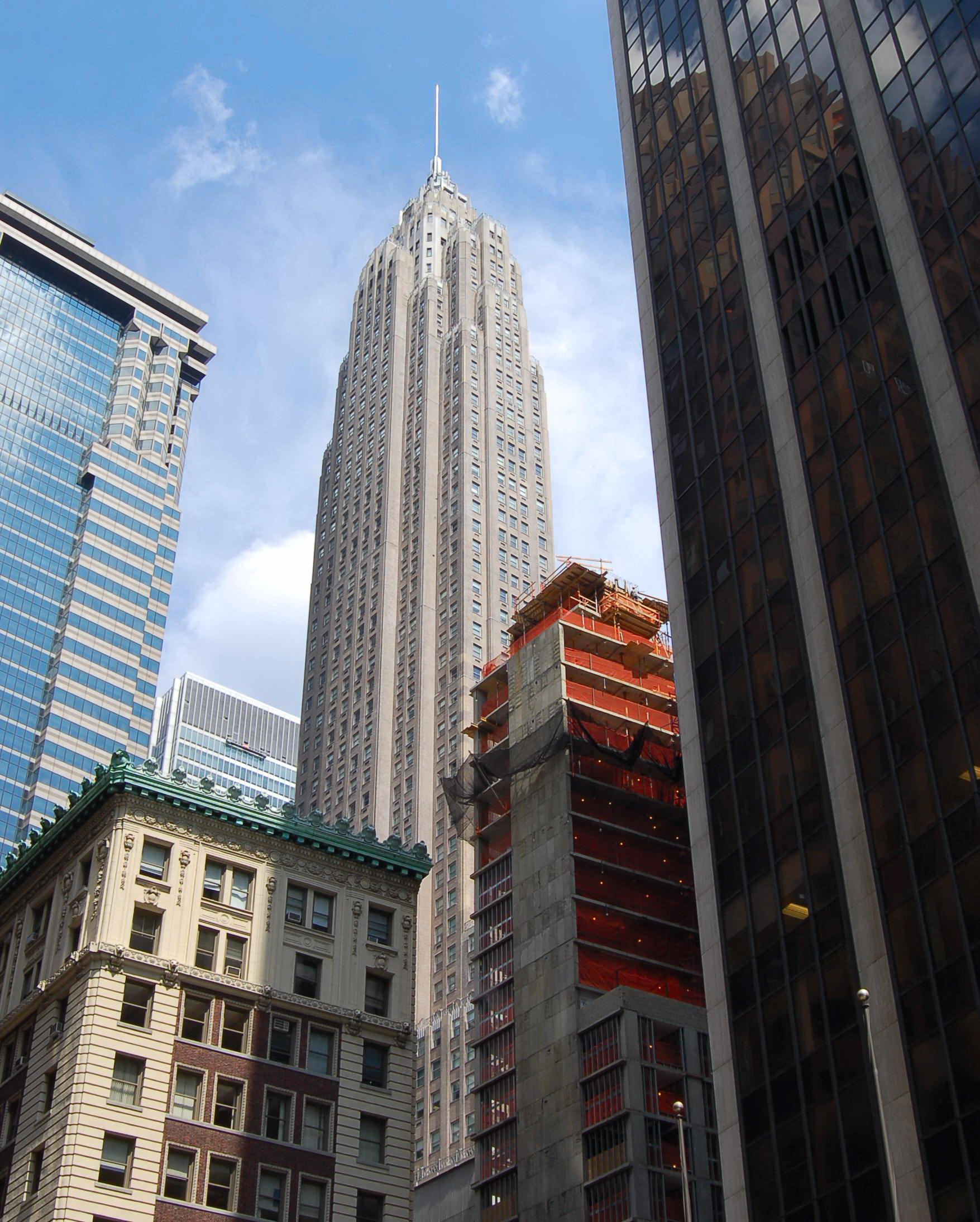
المبنى الأمريكي الدولي ، شيد عام 1932

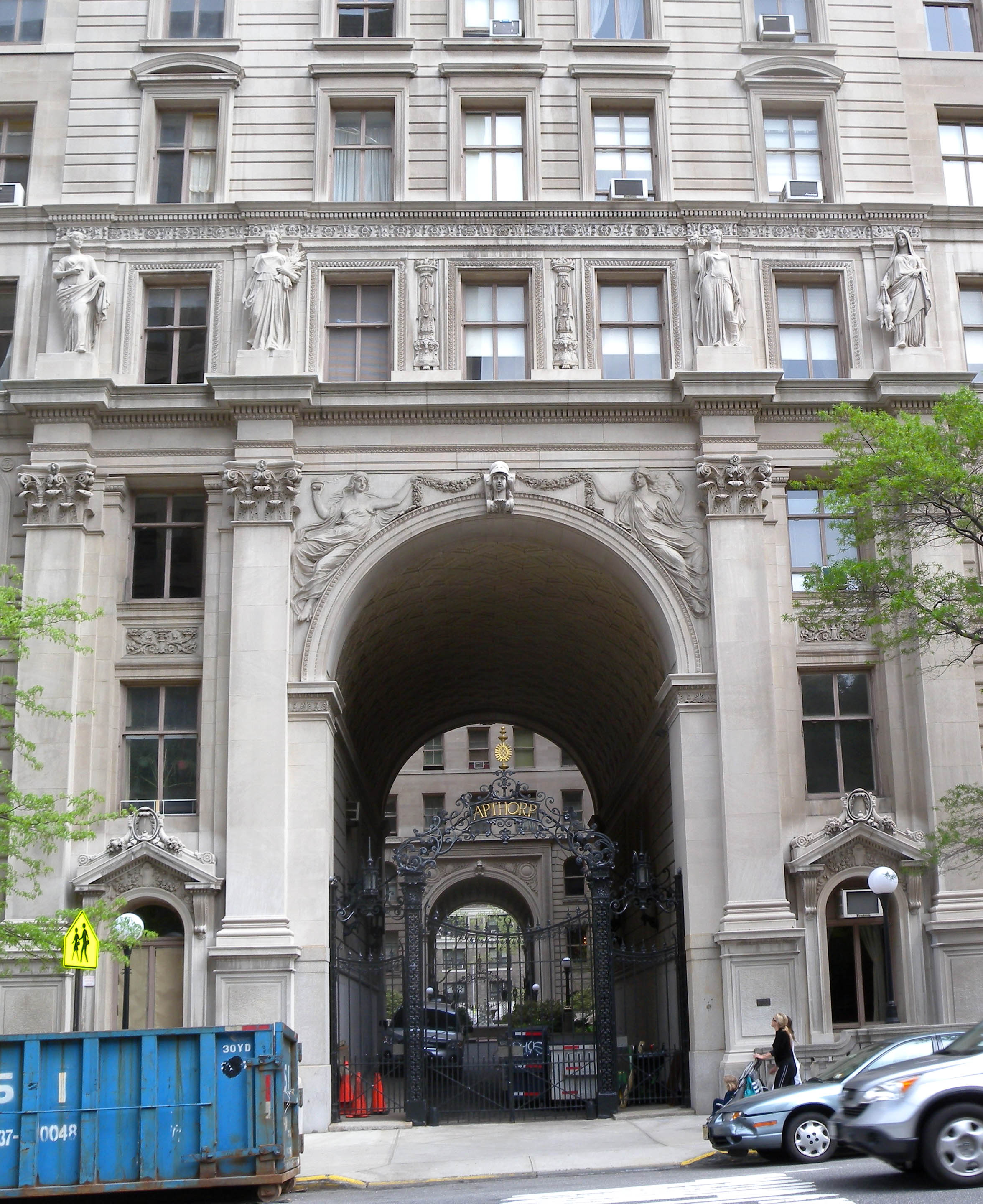
البوابة الغربية ، شقق أبثورب ، بنيت من 1906-1908

شركة كلينتون وروسيل هي شركة معمارية تأسست عام 1894 في مدينة نيويورك بالولايات المتحدة. كانت الشركة مسؤولة عن عشرات المباني البارزة في مدينة نيويورك ووسط المدينة وفي جميع أنحاء المدينة.

## سيرة شخصية
ولد تشارلز دبليو كلينتون (1838–1910) ونشأ في نيويورك وتلقى تدريبه المعماري الرسمي في مكتب ريتشارد أبجون . غادر شركة أبجون (Upjohn) في عام 1858 لبدء عمله الخاص.
ولد ويليام هاميلتون راسل (1856-1907) في مدينة نيويورك أيضًا. التحق بمدرسة كولومبيا للمناجم قبل أن ينضم إلى عمه جيمس رينويك في شركته للهندسة المعمارية عام 1878.
في كولومبيا ، كان راسل عضوًا في مجموعة دينية تدعى سانت أنتوني هول، وبغضون عام من انضمامه إلى شركة عمه في عام 1879، أنهى رينويك أول منزل له.
في عام 1900 ازدهار البناء في مدينة نيويورك، كان كلينتون ورسل مسؤولين عن تصميم أكبر مبنى سكني في العالم، ومجموعة من ناطحات السحاب في وسط المدينة. مما أعطى الشركة العديد من العمولات المهمة تتعلق بالاستثمارات العقارية لعائلة أستور. كان فندق عائلة أستور التاريخي بمثابة مرساة لتطوير ساحة التايمز وشقق أستور، وشقق جراهام كورت، وأبثورب. كان الكثير من عملهم يتوافق مع أسلوب عصر النهضة الإيطالي المحافظ الجديد.
بعد وفاة المديرين استمرت الشركة في العمل، وفي عام 1926 أعيدت تسميتها إلى كلينتون راسل ويلز هولتون وجورج.
لفترة من الوقت ترأس إدارة الشركة الكولونيل جيمس هوليس ويلز (1864-1926). ظلت الشركة قائمة حتى عام 1940.

## الموظفين
أول موظفي الشركة المعينين كان أبراهام ألبرتسون ، الذي بدأ هناك كرسام وأصبح مهندسًا معماريًا غزير الإنتاج في سياتل . 

## أعمال بارزة
لجان كلينتون المستقلة قبل عام 1894 ، انظر تشارلز دبليو كلينتون
- مبنى Fahys ، 52-54 Maiden Lane ، 1894-96 (Razed)
- مبنى سامبسون ، 63-65 وول ستريت ، 1898 (محطم) [4]
- مبنى هدسون ، 32-34 برودواي ، 1896-1898
- مبنى محكمة التبادل ، 52-56 برودواي ، 1896-1898 (تم تغييره ، الآن شقق الصرافة)
- مبنى وودبريدج ، شارع ويليام وبلات ، مدينة نيويورك ، 1898 (تم تدميره في عام 1970)
- Curzon House ، إعادة تصميم الواجهة # 4 East 62nd Street ، NYC ، 1898
- مبنى فرانكلين ، 9-15 شارع موراي ، 1898
- مبنى Chesebrough ، 13-19 State Street ، Battery Park ، NYC، 1899 (razed) [5]
- شقق جراهام كورت ، 1899-1901
- قاعة ميدبيري ، مبنى النوم لكلية هوبارت ، 1900
- مبنى برود إكستشينج ، # 25 شارع برود ، مدينة نيويورك ، 1900
- قاعة كوكس ، المبنى الإداري والفصول الدراسية لكلية هوبارت ، 1901
- American Bank National Bank Building 128 Broadway، 1901 (razed)
- المبنى الأطلنطي المكون من 18 طابقًا ، المعروف أيضًا باسم مبنى التأمين المتبادل ، وول ستريت وشوارع ويليام ، 1901 [6]
- شقق أستور ، 1901-1905
- مبنى وول ستريت للصرافة ، 43-49 صرافة ، 1903
- مبنى القندس ، [2] [7] 1904
- فندق أستور ، مدينة نيويورك ، 1904 ، موسع 1909-1910 (تم تدميره عام 1967)
- ترسانة فوج المشاة 71 ، شارع الجادة وشارع 34 ، مدينة نيويورك ، 1905 (حُطِم 1976)
- شقق لانجهام ، أحد المباني السكنية الشاهقة التي تبطن سنترال بارك ويست بين غرب 73 وشارع 74 غرب ، 1905-1907
- مبنى شركة US Express ، 2 Rector Street ، 1905–07
- شقق أبثورب ، [8] لفترة وجيزة أكبر مبنى سكني في العالم ، مدينة نيويورك ، 1906-1908
- مبنى البورصة الموحدة ، 61-69 شارع برود ، 1907 (مدمر)
- عنوان شركة المحامين للتأمين الاستئماني ، 160 برودواي ، نيويورك ، 1908
- ملحق مبنى وايت هول المكون من 31 طابقًا ، 1908-1910
- محطة Hudson Terminal في مانهاتن السفلى ، أكبر مبنى مكاتب في العالم من حيث المساحة عند تشييده عام 1908 ، تم تدميره عام 1962 لمركز التجارة العالمي
- مطعم وايت ، شارع فولتون ، تم تصميمه على أنه «نزل قرية إنجليزية نصف خشبي» ، 1910
- إعادة تصميم طريق كلارنس ترو 103-104 ريفرسايد ، 1910-1911
- مبنى مصعد أوتيس ، 260 شارع الحادي عشر ، 1911-1912 [9]
- مبنى بنك إيست ريفر للتوفير ، الزاوية الشمالية الغربية من شارع برودواي وشارع ريد ، 1911
- أجزاء من Elks National Home ، بيدفورد ، فيرجينيا ، 1916
- فندق Lenox (لاحقًا The Lenox Apartments ؛ الآن ، The Lenox Condominiums) ، 1917. 250 S. 13th Street (at Spruce Street) فيلادلفيا ، بنسلفانيا
- معبد مكة الماسوني (1923) بالتعاون مع المهندس المعماري هاري بي نولز ، المعروف الآن باسم مركز مدينة نيويورك
- ليليان سيفتون دودج إستيت ، ميل نيك ، مقاطعة ناسو ، نيويورك ، [10] 1923
- نادي المستوى ، مدينة نيويورك ، 1927
- مبنى هيرالد سكوير ، 1350 برودواي ، مدينة نيويورك ، 1928-1930
- مبنى خدمة المدن / المبنى الأمريكي الدولي ، 70 شارع باين ، مدينة نيويورك ، 1930-1932
- 7 واجهة شارع 67 شرق.